# Rotflankenkolibri
Der Rotflankenkolibri (Oreotrochilus adela), Rotflanken-Andenkolibri oder manchmal auch Adelakolibri ist eine Vogelart aus der Familie der Kolibris (Trochilidae). Die Art hat ein großes Verbreitungsgebiet, das die südamerikanischen Länder Argentinien und Bolivien umfasst. Der Bestand wird von der IUCN als „nicht gefährdet“ (least concern) eingeschätzt.

## Merkmale

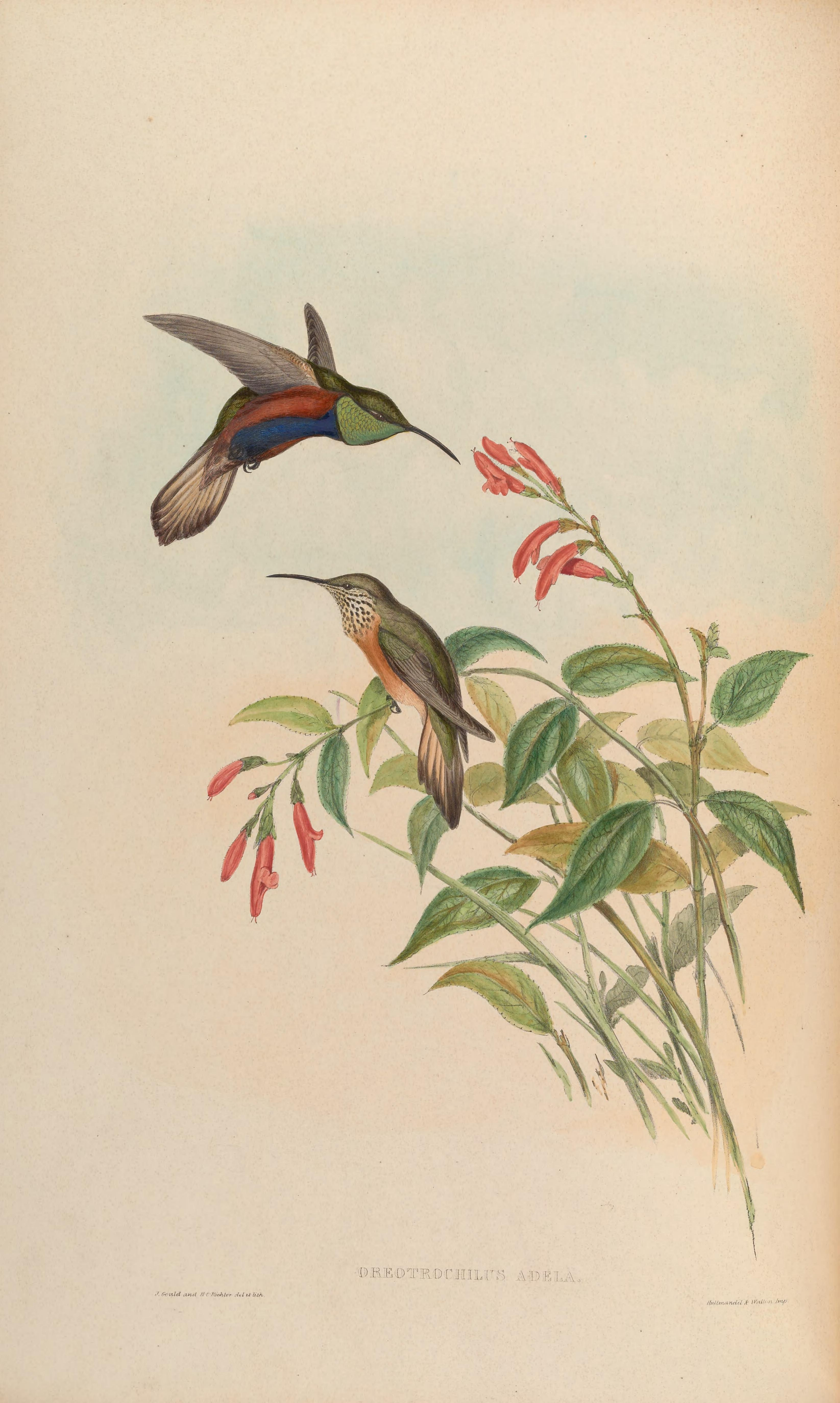
Oreotrochilus adela gemalt von John Gould

Der Rotflankenkolibri erreicht eine Körperlänge von etwa 12 Zentimetern. Der leicht gebogene Schnabel wird ca.  25 Millimeter lang. Der Schwanz ist keilförmig. Die Oberseite des Männchens ist graubraun mit einer schwachen bronzenen Färbung, so dass sie geschuppt wirkt. Die Kehle glitzert in einem intensiven Grün. Die Unterseite ist kastanienfarben mit einem kräftigen Schwarz in den zentralen Bereichen. Der blauschwarze Schwanz weist bei den inneren Steuerfedern kastanienfarbene Bereiche auf. Das Weibchen hat eine weiße Kehle mit dunkelfarbenen Sprenkeln und grünen runden Flecken. Die Unterseite ist rotbraun und wird im zentralen Bereich blasser. Die Schwanzfedern sind dunkel mit weißen Sprenkeln. Die Basisfedern des Schwanzes sind rotbraun. Die zentralen Steuerfedern sind blauschwarz.

## Verbreitung und Lebensraum

Verbreitung des Rotflankenkolibris

Rotflankenkolibris bewegen sich vorwiegend in halbtrockenen Polylepis-Waldgebieten. Oft sieht man sie auch in Schluchten mit dichterem Gebüsch wie Barnadesia. Sofern genügend säulenartige Kakteen und Gebüsche vorhanden sind, kommen sie auch in typischem Dodonea-Heideland vor. Man findet sie in Höhen zwischen 2600 und 4000 Metern. Das Verbreitungsgebiet erstreckt sich in Bolivien vom südlichen Teil des Departamento La Paz über Cochabamba und Potosí nach Chuquisaca. Nur sehr selten kann man sie im Nordwesten Argentiniens (Departamento Yavi) beobachten. Es wird vermutet, dass es sich hierbei um Migranten handeln könnte.

## Verhalten
Rotflankenkolibris ernähren sich u. a. vom Nektar der Blüten der Barnadesia, von Lippenblütlern und Säulenkakteen. Hin und wieder räumen sie dem Estellakolibri (Oreotrochilus estella) das Feld. In der Paarungszeit sitzt das Männchen auf freiliegenden Ästen,  zwitschert melodiös und plustert sich auf. Nähert sich ein Weibchen, so schlägt es zusätzlich mit den Flügeln.

## Etymologie und Forschungsgeschichte
Die Erstbeschreibung des Rotflankenkolibris erfolgte 1839 durch Alcide Dessalines d’Orbigny unter dem wissenschaftlichen Namen Trochilus adela. Das Typusexemplar stammte aus dem Departamento Chuquisaca. 1847 führte John Gould die neue Gattung Oreotrochilus ein. Der Name leitet sich aus den griechischen Wörtern ὄρος, ὄρεος óros, óreos für „Berg“ und τροχίλος trochílos für „Kiebitz, Zaunkönig, (neugriechisch: Kolibri)“ ab. Der Begriff Trochilus, den Carl von Linné 1758 für eine neue Gattung verwendete, ist historisch etwas problematisch. Dieser Begriff wurde bereits von Aristoteles für einen Vogel, der den Mund eines Krokodils aufsucht, ohne von diesem verletzt oder gar gefressen zu werden verwendet. Étienne Geoffroy Saint-Hilaire vermutete, dass Aristoteles damit den Krokodilwächter (Pluvianus aegyptius) beschrieb. Trotzdem hat sich unter den Wissenschaftlern eingebürgert, diesen Begriff im Zusammenhang mit Kolibris zu verwenden. Der Artname adela leitet sich vom  griechischen ἄδηλος ádēlos für „obskur, dunkel, vernebelt“ ab.
Charles Barney Cory verwendete den Trivialnamen Adela's Hill Star. Dies würde auf einen Dedikationsnamen für eine Frau hinweisen. Dieser Trivialname ist aber wohl auf einen Schreibfehler von John Gould zurückzuführen, der in seinem Werk Family of Hummingbirds – Monograph of the Trochilidae (1849-1861) für den Kolibri den wissenschaftlichen Namen Oreotrochilus adelae verwendete.